# Scott Langkow
Scott Allan Langkow (* 21. April 1975 in Sherwood Park, Alberta) ist ein ehemaliger kanadischer Eishockeytorwart, der zuletzt für die Krefeld Pinguine in der Deutschen Eishockey Liga spielte.

## Karriere
Scott Langkow begann seine Karriere 1991 bei den Portland Winter Hawks in der Western Hockey League, in der er sich dadurch auszeichnete, drei Saisons mit mindestens 20 Siegen gespielt zu haben. Im NHL Entry Draft 1993 wurde der Goalie daraufhin von den Winnipeg Jets in der zweiten Runde an 31. Stelle ausgewählt, bei denen er aber vorwiegend für das Farmteam Springfield Falcons zum Einsatz kam. Nach dem Umzug der Jets nach Phoenix stand Langkow weiterhin für die Falcons im Tor. Dort avancierte der Torhüter zu einem der Top-Goalies in der American Hockey League, in der er 1998 den Aldege „Baz“ Bastien Memorial Award für den besten Torhüter gewann.
Im Jahr 1999 wechselte Langkow zu den Atlanta Thrashers, für die er 15 Spiele in der National Hockey League absolvierte, bevor er von den Anaheim Ducks verpflichtet wurde. Nach zwei Jahren in den Minor Leagues unterschrieb der Torwart einen Vertrag bei Porin Ässät aus der finnischen SM-liiga, wo er vier Jahre lang auf dem Eis stand. Nach weiteren Gastspielen bei HV71 Jönköping und dem Schweizer Nationalligisten Rapperswil-Jona Lakers unterschrieb der Linksfänger 2007 einen Vertrag bei Jokerit Helsinki. Dort konnte er sich allerdings nicht gegen die Nummer 1 Jussi Markkanen durchsetzen und wechselte zur Saison 2008/2009 zu den Krefeld Pinguinen aus der Deutschen Eishockey Liga. Bei den Pinguinen spielte er bis 2013.
Langkows jüngerer Bruder Daymond spielte ebenfalls in der NHL.

## Erfolge und Auszeichnungen
| - 1994 WHL West Second All-Star Team - 1995 WHL West Second All-Star Team - 1996 Harry „Hap“ Holmes Memorial Award (gemeinsam mit Manny Legace) - 1997 Teilnahme am AHL All-Star Classic | - 1998 Teilnahme am AHL All-Star Classic - 1998 AHL First All-Star Team - 1998 Aldege „Baz“ Bastien Memorial Award |

## Karrierestatistik
(Legende zur Torhüterstatistik: GP oder Sp = Spiele insgesamt; W oder S = Siege; L oder N = Niederlagen; T oder U oder OT = Unentschieden oder Overtime- bzw. Shootout-Niederlage; Min. = Minuten; SOG oder SaT = Schüsse aufs Tor; GA oder GT = Gegentore; SO = Shutouts; GAA oder GTS = Gegentorschnitt; Sv% oder SVS% = Fangquote; EN = Empty Net Goal; 1 Play-downs/Relegation; Kursiv: Statistik nicht vollständig)